# Afrotarus
Afrotarus is een geslacht van kevers uit de familie van de loopkevers (Carabidae). De wetenschappelijke naam van het geslacht is voor het eerst geldig gepubliceerd in 1949 door Jeannel.

## Soorten
Het geslacht Afrotarus omvat de volgende soorten:
- Afrotarus alluaudi Jeannel, 1949
- Afrotarus golanensis Kirschenhofer, 2010
- Afrotarus kilimanus (H.Kolbe, 1898)
- Afrotarus leleupi Basilewsky, 1962
- Afrotarus meruanus Basilewsky, 1962
- Afrotarus niger (Andrewes, 1935)
- Afrotarus raffrayi (Fairmaire, 1882)
- Afrotarus scotti (Basilewsky, 1948)